# Skara–Timmersdala Järnväg
Skara-Timmersdala Järnväg (STJ) är en nedlagd smalspårig järnväg som gick mellan Skara och Timmersdala i Skaraborgs län, Sverige.

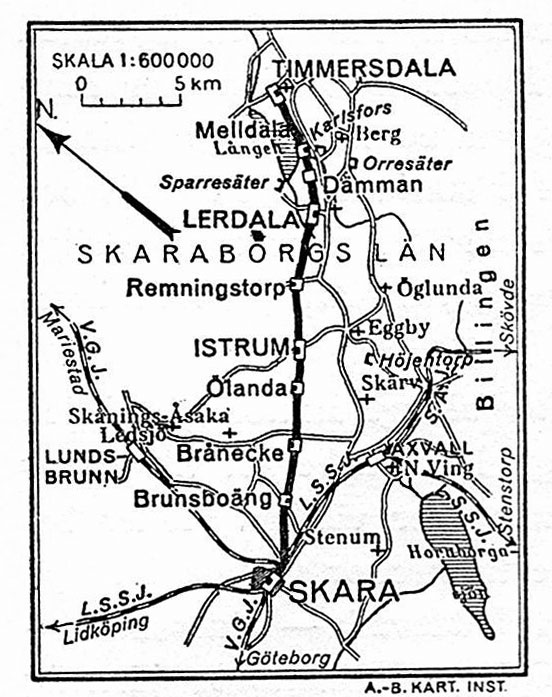
STJ. Karta 1926.

## Uppbyggnad
När idén till järnvägen uppstod var det egentligen inte tänkt att den skulle sluta i Timmersdala utan skulle fortsätta norrut till Mariestad som en förlängning av linjen Göteborg-Skara vid Västergötland-Göteborgs Järnvägar (VGJ). Men innan bygget startade hoppade VGJ av projektet för att istället satsa på en linje via Götene och Forshem. Koncessionen på det första försöket gick ut i januari 1906. De lokala intressenterna gav inte upp utan de sökte en ny koncession i november 1906 och Skara-Timmersdala Järnvägsaktiebolag (STJ) bildades 1907 med aktier tecknade för 350000 kr. Bolaget fick ett statslån på 352500 kr. Styrelsen för STJ såg banan som början av en förbindelse till smalspårsnätet i Östergötland via Närke, men det hände aldrig. Utgångspunkt för banan var stationen i Skara vid Lidköping-Skara-Stenstorps Järnväg(LSSJ). Bygget börjad på hösten 1907 och banan öppnade för trafik den 24 oktober 1909. För 700 000 kr blev det 26 km och banan var godkänd för en hastighet av 35 km/tim senare höjd till 40 km/tim.  Det byggdes ett lokstall i Timmersdala men STJ ägde inga fordon.

## Trafikering och nedläggning
STJ drev aldrig någon egen trafik. När banan öppnades hade man avtalat med LSSJ att de skulle driva trafiken. Linjen blev aldrig riktigt lönsam och LSSJ sade upp trafikavtalet 1915. Samma år blev VGJ ägare av de flesta aktier men drev det som ett självständigt bolag. År 1920 gick bolaget i konkurs och staten köpte bolaget på exekutiv auktion. Statens Järnvägar tog över driften med inhyrda fordon men bolaget såldes 1925 åter till VGJ. Persontrafiken lades ner 1932 medan godstrafiken fortsatte. År 1940 krympte banan genom att de nordligaste fyra kilometrarna mellan Dämman och Timmersdala lades ner helt och revs upp. Den kvarvarande trafiken bestod mest av kalktransporter. Staten köpte VGJ och STJ 1948 enligt 1939 års riksdagsbeslut och företagen uppgick i dåvarande Statens Järnvägar. År 1952 lades all trafik ner och spåren revs upp förutom omkring 500 m närmast Skara som har använts för museitrafik av Skara-Lundsbrunns Järnvägar.
Delar av järnvägsfastigheten var redan 1960 avstyckad till lokala markägare. En inventering av tidigare banvallar som vägar för cykelrekreation visade, att det mesta av vallarna inte var sammanhängande.